# Grafmonumenten van de familie Gericke van Herwijnen-de Salis
De grafmonumenten van de familie Gericke van Herwijnen-de Salis op de Algemene Begraafplaats Tongerseweg in de Nederlandse stad Maastricht zijn een rijksmonument.

## Achtergrond
Het eerste grafmonument, een sarcofaag, werd opgericht in 1845 voor jhr. Johan Eberhard Paul Ernst Gericke van Herwijnen (1785-1845), lid van de familie Gericke, gouverneur van het Hertogdom Limburg. Het tweede achtentwintig jaar later voor zijn weduwe jkvr. Catharina Carolina de Salis (1806-1873), lid van de familie De Salis.

## Beschrijving
De sarcofaag wordt aan alle zijden bekroond door frontons, vergelijkbaar met de grafmonumenten van de familie Macpherson-van Meeuwen die later op de begraafplaats werden geplaatst. Op de lange zijden is respectievelijk te lezen: "TER NAGEDACHTENIS / VAN / JONKHEER GERICKE VAN HERWYNEN / STAATSRAAD GOUVERNEUR / VAN HET HERTOGDOM LIMBURG" en "GEBOREN DEN 23 FEBRUARY 1785 / OVERLEDEN DEN 19 NOVEMBER 1845". Op de korte zijden zijn in haut-reliëf respectievelijk een schedel met doodsbeenderen en een grafkrans aangebracht.
Het staande marmeren monument heeft de vorm van een aedicula, met zuilen, een dorisch kapiteel en frontons. Tegen de achterzijde is een marmeren plaat aangebracht met de familiewapens van Gericke van Herwijnen en van De Salis Soglio en de inscriptie: "HIER RUST / DE HOOG WEL GEBOREN / VROUWE CATHARINA CAROLINA / BARONNESSE / DE SALIS - SOGLIO, / ECHTGENOOTE VAN DEN / HOOG WEL GEBOREN HEER / JONKHEER / GERICKE VAN HERWYNEN, / IN LEVEN STAATSRAAD, / GOUVERNEUR VAN HET / HERTOGDOM LIMBURG; / GEBOREN DEN 16 APRIL / 1806, / OVERLEDEN TE MAASTRICHT / DEN 31 MEI / 1873".

## Waardering
De grafmonumenten werd in 1997 in het Monumentenregister opgenomen vanwege de "cultuurhistorische waarde als bijzondere uitdrukking van een culturele, sociale, geestelijke en typologische ontwikkeling. De architectuurhistorische waarden worden bepaald door de vormgeving, de esthetische kwaliteiten, de ornamentiek en het materiaalgebruik. De grafmonumenten vormen een zeer belangrijk onderdeel van de begraafplaats aan de Tongerseweg en hebben als zodanig een historisch ruimtelijke relatie met de aanleg van de begraafplaats. Beide gedenktekens zijn in hoge mate gaaf en beschikken over een hoge mate van typologische zeldzaamheid."